# Nina Zilli
Nina Zilli, pseudònim de Maria Chiara Fraschetta (Piacenza, 2 de febrer de 1980), és una cantautora italiana.

## Biografia
Nina Zilli es va criar a Gossolengo, al costat de Piacenza, i també va passar alguns anys a Irlanda. Va començar a cantar (en actuacions) quan tenia 13 anys amb influències de música punk i rock dels anys 70. A Irlanda va inscriure's també a un conservatori per estudiar cant. El seu primer grup es deia The Jerks. Després del batxillerat va viure dos anys als Estats Units (Chigaco i Nova York), on va madurar la seva identitat musical. Va aprofundir en els estils R&B, reggae, soul, motown i la música italiana.
L'any 2009 va triar nom artístic, el nom de pila de la seva cantautora preferida, Nina Simone, amb el cognom de la seva mare. El mateix any, va signar un contracte amb Universal Music i va llançar el seu primer EP. La cançó 50mila, un duet amb Giuliano Palma, fou un èxit i va ser utilitzada a la banda sonora de la pel·lícula Mine Vaganti, del director Ferzan Özpetek.
Al maig de 2012 va representar Itàlia al Festival de la Cançó d'Eurovisió, celebrat a la ciutat azerbaidjanesa de Bakú, amb la cançó L'amore è femmina. Va acabar en novè lloc.

## Discografia

### Àlbums
- 2012 - L'amore è femmina
- 2010 - Sempre Lontano
- 2009 - Nina Zilli (EP)

### Senzills
- 2009 - 50mila (amb Giuliano Palma)
- 2009 - L'inferno
- 2009 - L'amore verrà
- 2010 - L'uomo che amava le donne
- 2010 - 50mila Mousse T Remix
- 2012 - Per Sempre
- 2012 - L'amore è femmina